# Duch króla Leopolda
Duch króla Leopolda (ang. King Leopold’s Ghost) – książka amerykańskiego dziennikarza Adama Hochschilda z 1999 roku o jednym z największych ludobójstw w dziejach, które miało miejsce na przełomie wieków XIX i XX w Wolnym Państwie Konga. Książka otrzymała Mark Lynton History Prize i Duff Cooper Prize i stała się podstawą filmu dokumentalnego z 2006 roku, w reżyserii Pippy Scott.
Duch... jest najważniejszą, obok Jądra ciemności Josepha Conrada i Monologu króla Leopolda Marka Twaina, książką traktującą o tych wydarzeniach.
Bohaterem książki jest Leopold II, król Belgów, za którego panowania dokonała się faktyczna kolonizacja Konga i którego Wolne Państwo Kongo było prywatną własnością. W wyniku brutalności kolonizatorów śmierć poniosło przeszło 10 milionów ludzi. Podtytuł książki brzmi Opowieść o chciwości, terrorze i bohaterstwie w kolonialnej Afryce –  chciwości, ponieważ powodem kolonizacji była chęć pozyskania kości słoniowej i kauczuku, terrorze wprowadzonym przez kolonizatorów i bohaterstwie odważnych ludzi, którzy potrafili sprzeciwić się tyranii, na czele z Brytyjczykiem Edmundem Dene Morelem, który założył jeden z pierwszych ruchów obrony praw człowieka.
Wydanie polskie, w przekładzie Piotra Tarczyńskiego, pt. Duch króla Leopolda. Opowieść o chciwości, terrorze i bohaterstwie w kolonialnej Afryce (ISBN 978-83-7799-498-6) ukazało się w 2012 roku, nakładem wydawnictwa Świat Książki, w serii Sfery.